# 14502 Morden
14502 Morden (1995 WB22) là một tiểu hành tinh vành đai chính được phát hiện ngày 17 tháng 11 năm 1995 bởi Spacewatch ở Kitt Peak.